# Филмова теория
Филмовата теория изследва същността на киното и предлага концептуална рамка за разбирането на отношението на филма и филмите към реалността, другите изкуства, индивидуалните зрители и обществото като цяло. Терминът не трябва да се бърка с филмовата критика, която обаче в голяма степен черпи идеи от филмовата теория.

## История
В някои отношения френският философ Анри Бергсон в неговата „Материя и памет“ предусеща развитието на филмовата теория във време, в което киното едва начева като нов вид изкуство и медия в ранните години на 20 век. Той кометира за нуждата от нов начин на мислене за движението и изковава термина „движението-образ“ и „времето-образ“. Все пак в неговото есе Кинематографската илюзия (L'illusion cinématographique в L'évolution créatrice) през 1906 той отрича филма като илюстриращ, това което той е имал като идея. Въпреки това, десетилетия по-късно в Cinéma I и Cinema II (1983-1985) философът Жил Дельоз взима „Материя и памет“ за основа на своята философия на филма и ревизира концепциите на Бергсон, комбинирайки ги със семиотиката на Чарлс Сандърс Пърс.
Ранната филмова теория възниква в ерата на нямото кино и основно се занимава с определянето на основните елементи на този тип „среда“. Филмовите критици от този период наблягат на това, че филмът се различава от реалността и по тази причина може да се смята за валидна форма на изкуство. В годините незабавно след Втората световна война френският филмов критик Андре Базен настоява на обратното, че характерно за киното е точно това, че се стреми да наподобява максимално реалността. 
През 60-те и 70-те филмовата теория намира своето място в академията, внасяйки концепции от установени дисциплини като психоанализата, изследванията на пола и рода, антропологията, литературната теория, семиотиката и лингвистиката.

## Специфични теории на филма
- Формалистка теория на филма